# FFmpeg
FFmpeg är en samling kodare och avkodare. Utvecklarna jobbar hela tiden med att FFmpeg och libavcodec ska stödja fler format. FFmpeg är uteslutande skrivet i C. Programmet används via kommandotolk.

## Historia
Fabrice Bellard startade projektet 2004, och det var också då som den första utgåvan av FFmpeg dök upp.